# Système épiscopal
Ne doit pas être confondu avec Épiscopaliens.
Le système épiscopal est un système de gouvernance des Églises à structure hiérarchique ayant plusieurs niveaux de clergé dans laquelle les principales autorités locales sont appelées évêques.

## Description
Pendant une grande partie de l'histoire du christianisme, le système épiscopal était la seule forme connue d'organisation de l'Église. 
Il est toujours en usage dans plusieurs des principales églises et dénominations chrétiennes, telles que les églises ou dénominations catholiques, orthodoxes orientales, et, au plan formel, anglicanes. On y considère que les évêques tirent leur autorité d'une succession apostolique personnelle et ininterrompue des douze apôtres de Jésus. On dit que les évêques ayant une telle autorité représentent l'épiscopat historique. 
La Réforme a apporté de nombreux changements. De nombreuses églises protestantes sont maintenant organisées selon les systèmes presbytérien synodal ou congrégationaliste, tous deux inspirés des écrits de Jean Calvin, et étayés par son interprétation des textes bibliques. Les églises luthériennes et l'Église réformée hongroise ont formellement conservé des évêques mais ceux-ci sont élus dans le cadre d'un fonctionnement presbytérien synodal. Le terme d'évêque est de plus remplacé par celui d'inspecteur ecclésiastique chez les luthériens français. La plupart des évêques anglicans sont aussi élus selon le principe presbytérien synodal même s'ils se prévalent par ailleurs de la succession apostolique.
Les églises relevant du système épiscopal sont dirigées par leurs évêques, qui exercent leur autorité dans un territoire appelé diocèse, conférence ou synode. Leur responsabilité est à la fois sacramentelle et constitutionnelle ; en plus de célébrer les ordinations, les confirmations et les consécrations, l'évêque supervise le clergé au sein d'une juridiction locale et est le représentant à la fois des structures séculières et de la hiérarchie de l'église. 
Les Églises dotées de ce type de gouvernement le justifient en s'appuyant sur certains textes du Nouveau Testament (notamment 1 Timothée 3 et 2 Timothée 1). Dans certains cas, les évêques peuvent être soumis à des évêques occupant une fonction supérieure (appelés archevêques, métropolitains ou patriarches, selon la tradition). Ils se réunissent également en conseils ou en synodes. Ces réunions, présidées par des évêques de rang supérieur, prennent généralement des décisions importantes, bien que le synode ou le conseil puisse également être purement consultatif.
Dans le cas particulier de l'Église catholique, le pape Pie IX a réuni le Concile du Vatican qui a approuvé les dogmes afférents à l'autorité absolue du pape sur l'Eglise et à son infaillibilité. L'épiscopat est présidé par le pape, qui est l'évêque de Rome. L'Église catholique considère que le contrôle juridique sur l'Église n'est pas un pouvoir qui découle des êtres humains, mais strictement de l'autorité du Christ, qui a été conférée à ses douze apôtres et est transmise d'une génération à l'autre par la puissance du Saint-Esprit, par l'imposition des mains des apôtres aux évêques, en une succession ininterrompue. Le Siège de Rome, en tant que ligne ininterrompue d'autorité apostolique descendant de Saint Pierre (le "prince et chef des apôtres"), est un signe visible et un instrument de communion entre le collège des évêques et donc aussi des églises locales du monde entier. En communion avec le collège des évêques du monde entier, le pape a toute autorité juridique et pédagogique légitime sur l'ensemble de l'Église.